# Heti Válasz
A Heti Válasz Magyarországon 2001 és 2018 között megjelenő konzervatív, polgári hetilap volt, melyet a budapesti székhelyű Heti Válasz Lap- és Könyvkiadó Kft. adott ki. A nevében a Válasz folyóiratot idéző lapot az első Orbán-kormány kezdeményezésére alapították, majd a kormányváltás után, 2004-ben magántulajdonba került. 2009-ben jelent meg tulajdonosai között az Infocenter.hu Média Befektetési Zrt., 2013-ban pedig a MAHIR Magyar Hirdető Zrt-n keresztül Simicska Lajos, emiatt 2015-től, a G-nap után politikai harcok kereszttüzébe került. A 2018-as országgyűlési választás után Simicska kivonult a médiából, a Heti Választ pedig Nyerges Zsolt tulajdonos megszüntette.

## Története

### Alapítása
A lap alapításának előzményei 1998-1999-ig nyúlnak vissza, amikor az Orbán-kormány meghirdette a médiaegyensúly politikáját. A kormány 2000. szeptember 19-én kelt rendeletével, 100 millió Ft kezdőtőkével létrehozta az Elek István által elnökölt Természet- és Társadalombarát Fejlődésért Közalapítványt (TTFK), amelynek fő feladata egy új politikai hetilap létrehozása volt.
A Heti Választ a TTFK alapította. Első száma 2001. április 13-án jelent meg. A lap alapító főszerkesztője Toót H. Zsolt (ma: Toót-Holló Tamás) volt, aki 2001 és 2002 között jegyezte főszerkesztőként a lapot. A lapot az előbb a TTFK kuratóriumi elnökeként, majd 2002 és 2004 között a lap főszerkesztőjeként is dolgozó Elek István vezetésével újonnan alapították, nem volt közvetlen elődje, bár a második világháború előtt létrejött egy újság Válasz címmel (Illyés Gyula volt az egyik alapító), ez megszűnt 1938-ban, 1946-ban újjáalakult, alapvetően népnemzeti ideológiájú lap volt. A Heti Válasz nem ennek a lapnak a folytatása sem ideológiai, sem szellemi infrastrukturális szempontból, azonban az egykori Válasz című lap miatt lett a címe Heti Válasz.
A kiadást két hónap után a közalapítvány átadta az általa létrehozott és 100%-os tulajdonában levő Heti Válasz Lap- és Könyvkiadó Kft-nek. A hetilap eleinte jelentős veszteségekkel működött, amelyeket a TTFK fedezett állami támogatásából.
Az eladott példányszámot jelentősen megemelte, amikor Orbán Viktor a 2002-es országgyűlési választás kampányában – más lapok mellett – a Heti Választ is megemlítette az általa ajánlott sajtótermékek között.

### Magántulajdonba adás
A kormányváltás után a közalapítvány állami támogatása jelentősen visszaesett, ezért nem tudta tovább finanszírozni a lap kiadását. A kuratórium 2003. január 16-i ülésén döntött a kiadó eladásáról. Erre végül csak 2004 áprilisában került sor, amikor a Sasliget Tanácsadó Kft. vásárolta meg a kft-t 5 millió forintért.
2008. december 16-án a Lantos Csaba érdekeltségébe tartozó, addig 25%-os tulajdonrészt birtokló Csemgandó Kft. szerezte meg a lap tulajdonjogát. Az addig 75%-ot tulajdonló Csák János, Kékessy Dezső és Szabadhegÿ Péter a szerkesztőbizottság tagjai lettek. 2009. szeptember 2-án a Csemgandó Kft. továbbadta a kiadót az Infocenter.hu Média Befektetési Zrt-nek, amely 51 százalékban Fellegi Tamás médiavállalkozóé, 49 százalékban pedig a koppenhágai székhelyű DEFAP Enterprises ApS nevű kockázatitőke-társaságé volt. 2010 májusában, miniszteri kinevezése után Fellegi eladta az Infocenterben lévő tulajdonrészét Stumpf István volt kancelláriaminiszternek és Nyerges Zsolt ügyvédnek.

### Fordulópontok
2004-től a Sasliget Kft. adta ki, amelynek egyik tulajdonosa Csák János (a MOL volt elnöke). Az új tulajdonosok törekvése komplex kulturális vállalkozás felépítése volt, amelynek keretében könyvkiadót is működtetnek (Helikon). A Heti Válasz ettől kezdve piaci termékként működött, így nem volt politikai elkötelezettsége sem. Benchmark a 2004-es újrapozicionáláskor: Focus, Newsweek, Spectator, Time. Főszerkesztője 2007 januárjától Borókai Gábor lett, aki már 2005-től szerkesztőbizottsági elnök. 2007-ben indult a valasz.hu internetes oldal.
2009-ben jelent meg a Heti Válasz tulajdonosai között az Infocenter.hu Média Befektetési Zrt., 2013-ban pedig a MAHIR Magyar Hirdető Zrt.-n keresztül Simicska Lajos. A Fidesz a 2010-es országgyűlési választás után már gyanakodva tekintett az önálló műhelyként működő lapra; Orbán Viktor például 2009 után nem adott neki interjút; 2010 és 2014 között még egy-egy miniszter nyilatkozott a Heti Válasznak, de később már kormánypolitikusok és köztisztviselők sem adhattak interjút neki.
2015-től, a G-nap után politikai harcok kereszttüzébe került. Februárban kormányzati körök zöldmezős újságalapításra biztatták a szerkesztőséget, akik ezt nem látták járható útnak. A lapvezetés megpróbálta elérni az újság kivásárlását, de erre a tulajdonos nem volt nyitott, a tartalomba azonban továbbra sem szólt bele, olyannyira, hogy például Borókai Gábor vezércikkben védte meg Orbán Viktort Simicska ügynökvádjától. Július 30-án kiderült, hogy kormányzati körök meg akarták vásárolni a Heti Választ.

### A tulajdonosi struktúra változásai
| Időszak eleje       | Időszak vége        | Kiadó                                                   | Kiadó tulajdonosai                                                                     | Kiadó közvetett tulajdonosai                                                                      |
| ------------------- | ------------------- | ------------------------------------------------------- | -------------------------------------------------------------------------------------- | ------------------------------------------------------------------------------------------------- |
| 2001. április 12.   | 2001                | Természet- és Társadalombarát Fejlődésért Közalapítvány | Magyar Állam 100%                                                                      | –                                                                                                 |
| 2001                | 2004. április 30.   | Heti Válasz Lap- és Könyvkiadó Kft.                     | Természet- és Társadalombarát Fejlődésért Közalapítvány 100%                           | Magyar Állam                                                                                      |
| 2004. április 30.   | 2008. január        | Heti Válasz Lap- és Könyvkiadó Kft.                     | Sasliget Tanácsadó Kft. 100%                                                           | Csák János, Kékessy Dezső, Szabadhegy Péter, Heti Válasz Alapítvány                               |
| 2008. január        | 2008. december 16.  | Heti Válasz Lap- és Könyvkiadó Kft.                     | Csemgandó Kft. 25%, Csák János 25%, Kékessy Dezső 25%, Szabadhegy Péter 25%            | Lantos Csaba (Csemgandó Kft.)                                                                     |
| 2008. december 16.  | 2009. szeptember 2. | Heti Válasz Lap- és Könyvkiadó Kft.                     | Csemgandó Kft. 100%                                                                    | Lantos Csaba (Csemgandó Kft.)                                                                     |
| 2009. szeptember 2. | 2010. április 22.   | Heti Válasz Lap- és Könyvkiadó Kft.                     | Infocenter.hu Média Befektetési Zrt. 100%                                              | Fellegi Tamás 51%, DEFAP Enterprises ApS 49%                                                      |
| 2010. április 22.   | 2010. november      | Heti Válasz Lap- és Könyvkiadó Kft.                     | Infocenter.hu Média Befektetési Zrt. 100%                                              | Nyerges Zsolt 48%, DEFAP Enterprises ApS 48%, Stumpf István 4%                                    |
| 2010. november      |                     | Heti Válasz Lap- és Könyvkiadó Kft.                     | Infocenter.hu Média Befektetési Zrt. 100%                                              | Nyerges Zsolt 48%, DEFAP Enterprises ApS 48%, Nagy Ajtony Csaba 4%                                |
| 2013. január 8.     |                     | Heti Válasz Lap- és Könyvkiadó Kft.                     | Infocenter.hu Média Befektetési Zrt. (többségi) MAHIR Magyar Hirdető Zrt. (kisebbségi) | Nyerges Zsolt (Infocenter.hu), Simicska Lajos (B-Reklám Kereskedelmi és Szolgáltató Kft. – MAHIR) |

### Megszűnés
A 2018-as országgyűlési választás után Simicska Lajos kivonult a médiából. Míg a Lánchíd Rádiót és a Magyar Nemzetet azonnal bezárta, a Heti Válasz április 9-től néhány hétig eladó volt, de a potenciális vevők politikai nyomásra végül elálltak a megvásárlásától. Simicska érdekeltségeit Nyerges Zsoltnak adta át.
2018. június 5-én a tulajdonos utasítást adott, hogy a kiadó kezdeményezzen csődeljárást magával szemben annak ellenére, hogy a pénzügyi helyzet ezt nem indokolta, az értékesített példányszám pedig növekvőben volt. A megszorítások miatt Borókai Gábor főszerkesztő bejelentette, hogy a nyomtatott lap kiadása a 2018. június 7-i lapszámmal megszűnik, és a lap csak digitális változatban, a Digitalstandon jelenik meg. A Heti Válasz ekkor a második legtöbb értékesített példánnyal rendelkező országos közéleti hetilap volt a HVG után. A nyomtatott lap megszűnésének okairól Borókai a következőket mondta:

„A 2007 és 2015 között nyereséges újságunk a G-nap után 20 százalékot veszített vásárlóközönségéből, ellenben 82 százalékot a hirdetési bevételeiből. Amitől a második legkeresettebb politikai hetilapként és a legnagyobb konzervatív lapként is veszteségbe fordult.”

Utalt arra is, hogy a lap megszűnéséhez közvetlenül a tulajdonosi finanszírozás megvonása, közvetetten pedig a hirdetőket elriasztó politikai nyomás vezetett.
Borókai június 20-i hatállyal lemondott a Heti Válasz Lap- és Könyvkiadó Kft. ügyvezetői posztjáról, ahol augusztus 3-án Kovács Ildikó váltotta. Az ugyanerre a napra összehívott szerkesztőségi ülésen az új ügyvezető bejelentette, hogy a tartalomelőállítás megszűnik, ezzel a valasz.hu frissítése leállt, a XVIII. évfolyam 32. száma pedig félkész maradt (néhány cikk más felületen később megjelent). Az újságírókat a munkavégzés alól felmentették, de munkaviszonyuk csak 2019 februárjában szűnt meg. A kiadó ügyvezetője október 11-től Bozóki János lett; a felszámolás november 7-én kezdődött. Az újság archívumát és kiadói jogát Mészáros Lőrinc környezetébe tartozó szereplők szerezték meg.
A szerkesztőség több tagja 2018. december 9-én elindította a Heti Válasz szellemiségét továbbvivő Válasz Online-t.

## Tartalom

### Célok
A lap célja a 2001-es alapításkor ideológiai természetű, egy adott eszmerendszer terjesztése volt. A 2004-es tulajdonosváltás és a működés piaci alapra való helyezése ezen gyökeresen változtatott. A szerkesztőség felismerte, hogy nem kell radikálisan fogalmazni, mert a tényeknél nincs radikálisabb. A Heti Válasz ma már véleményvezető, a közéleti-gazdasági hetilapok piacán meghatározó szerepet betöltő, tényszerűségre törekvő lap, a legjobb értelemben vett minőségi újságírást megvalósítva. A lap készítői úgy látják, hogy érvrendszert és témát kell nyújtani az olvasóknak. A témaválasztásnak kell beazonosíthatóvá tennie a lapot. Ez azt is jelenti, hogy az újságnak természetesen van egy világképe, ami a témaválasztásban szerepet játszik. A Heti Válasz világképe alapvetően konzervatív, de nem pártalapon, hanem értékalapon. Ez mutatkozik a gazdaságról vagy a család szerepéről alkotott véleményben. A lap készítői szerint ennek van piaci létjogosultsága, és ezt igazolják vissza a növekedő példányszám alapján az olvasói igények is.
A nagyobb interjúkat, külföldi riportokat be kell időzíteni, így vannak olyan cikkek, amelyek kb. egy hónap alatt készülnek el. A lapzárta pénteken, hétfőn és kedden van. Ekkor derül ki az is, hogy pontosan mi lesz a következő számban. A nagyobb lélegzetű cikkek több hétig készülnek, de alapvetően két- három nap a jellemző. Ha valamilyen váratlan esemény történik, akkor ez a menetrend természetesen felborulhat. A legfrissebb információkat megpróbáljak a lapzárta utolsó napján, azaz kedden feldolgozni. A Heti Válasz csütörtökön jelenik meg. Azon a kérdésen, hogy mi kerüljön a következő szám címlapjára pénteken a lapértékelőn kezdenek el gondolkodni. Mindenki foglalkozik ezzel, a művészeti vezető hoz végleges döntést. A címlap nemcsak címlap, hanem egyben plakát is: a marketing-szabályok érvényesek rá, ki kell tűnnie a többi termék közül.
A lap készítői nem használják fel egy az egyben a hírügynökségi híreket. Minden internetes lapot, napi-hetilapot figyelemmel kísérnek, a széles körű tájékozottság érdekében, főleg a saját témákról igyekeznek minden lehetséges információt összegyűjteni. Ezt segíti az adatbázis. A különböző híreket a világkép alapján szelektálják, így azokat a témákat dolgozzák fel, amelyeket fontosnak tartanak. Ez eredményezi azt is, hogy vannak olyan témák, amiket nem emelnek ki, míg másokkal részletesebben foglalkoznak Bódis András véleménye az újságírás egy iparág, teljesítménykényszer működik benne. Fegyelemre van szükség, így annyiban van szabad tér, hogy az újságíró személyesen maga építheti ki a kapcsolatrendszereket, és persze szabadság az is, hogy ő dönti el, hogy hová akar beilleszkedni. A Heti Válasznál az újságíró témát javasolhat és hozhat, de érvelnie kell, hogy az miért lehet fontos, megjelenésre alkalmas. (Bódis, 2007)

### Szerkesztőség
A szerkesztőség és kiadó 2007-ben 35 főből állt, ezek a munkatársak mind a négy részleggel foglalkoznak. Ebből huszonöten újságíróként, tördelőként dolgoznak, és mellettük kb. tíz ember foglalkozik a pénzügyekkel, marketinggel, terjesztéssel, hirdetésszervezéssel, informatikával. Tíznél több külsős újságíró nincs, és ezek sem feltétlenül hivatásos újságírók, vannak köztük szociológusok, politológusok. Köztük vannak, akik Washingtonból, illetve Hollandiából küldik a cikkeket. (Bódis, 2007)
- Főszerkesztő-lapigazgató: Borókai Gábor
- Felelős szerkesztő: Szőnyi Szilárd
- Tanácsadó szerkesztőbizottság: Berecz András, Csoóri Sándor, Jankovics Marcell, Lámfalussy Sándor, Lánczi András, Lányi András[23]

## Megjelenés
A Heti Válasz megjelenik minden csütörtökön, 64+4 A/4-es oldalon, 30 000 példányban. Kiadja a Heti Válasz Lap- és Könyvkiadó Kft.

### Terjesztés
A lap az olvasókhoz az újságárusokon keresztül, és előfizetéses terjesztés útján jut el. A 2007-es általános, az egész piacot sújtó, előfizetéses terjesztési gondok ellenére (MediaLOG belépése a terjesztési piacra) megőrizte előfizetőszámát, és ezen a területen is lendületes növekedés indult meg 2008 elején a terjesztőcég által végre stabilizált szolgáltatás hatására.
A kiadó másik fontos bevétele a hirdetésekből áll (print, online és konferenciatámogatás).
2004 végétől sikeresen építette fel csapata a hirdetési üzletágat a nulláról.[forrás?]
Megjelenésenkénti átlagos nyomott és terjesztett példányszám:
| Félév  | Nettó nyomott | Összes terjesztett |
| ------ | ------------- | ------------------ |
| 2001/2 | 20 476        | 9 282              |
| 2002/1 | 27 990        | 20 377             |
| 2002/2 | 52 818        | 32 724             |
| 2003/1 | 39 038        | 24 870             |
| 2003/2 | 32 874        | 20 066             |
| 2004/1 | 28 722        | 15 240             |
| 2004/2 | 18 587        | 13 673             |
| 2005/1 | 27 025        | 23 188             |
| 2005/2 | 28 776        | 20 556             |
| 2006/1 | 31 089        | 23 072             |
| 2006/2 | 33 222        | 24 163             |
| 2007/1 | 33 450        | 23 519             |
| 2007/2 | 33 985        | 24 198             |
| 2008/1 | 34 538        | 24 409             |

## Olvasók
A hetilap olvasói jellemzően „20-59 éves, kiemelkedően magas vásárlóerővel rendelkező, vezető beosztású, előnyös vagyoni helyzetű, gazdasági, illetve szellemi foglalkozású értelmiségiek alkotják.” 46%-uk a legmagasabb, ESOMAR „A” státuszú. A lap olvasóit magas lojalitás jellemezte.

## Működési területek
2008-ban a Heti Válasz Lap- és Könyvkiadó Kft. öt területen működött: könyvkiadás, hetilap kiadása, konferencia-szervezés, újságíróképzés, honlap működtetése. A honlapra 70%-ban a lapban megjelenő cikkek kerülnek, de egyre növekszik az exkluzív online tartalom (napi publicisztikák) szerepe is. 2007 októberi megújulása óta 2008-ban megtízszerezve napi látogatószámát, 21-23 000 egyedi látogatót fogadott naponta (Median Webaudit).

## NetMiniszterelnök
2009 őszén a Média Hungária konferenciairodával közösen megrendezték a „Legyél Te Magyarország NetMiniszterelnöke” című kampányversenyt. A játék célja, hogy a fiatalokat aktivizálja a közösségépítésre, publicitást biztosítson a legjobb ötleteknek,  amit a nagyközönség, a magyar információs társadalom és a szakmai döntéshozók felé propagálhatnak, és a netben rejlő kampányerő is bemutatható. A kampányra 18–24 éves kor között bárki nevezhetett, aki tehetséget és kedvet érzett a „magyar Netország” irányításához. A benyújtott pályázatokból egy neves tagokból álló zsűri 2010 elején 8 versenyzőt választott ki, akik a pályázatok programja alapján kampányolhattak. Online tanácsadással, kampánytanácsadóval, és online/print felülettel, eszközökkel is támogatták a versenyzőket. Győztesét egy 1 napos online szavazáson, 2010. április 1-jén több mint 9000 szavazat alapján választották ki (a 2010-es magyarországi országgyűlési választás április 11-én és 25-én tartották).
A győztes Horváth Dávid, a Dunaújvárosi Főiskola hallgatója lett, kimagaslóan sok[pontosabban?] szavazattal. 2011-ben már nem rendezték meg a versenyt, a korábbi győztes „pozícióját” meghosszabbították egy évvel. Később sem írtak ki hasonló pályázatot.